# Bong Joon-ho
Bong Joon-ho (em coreano: 봉준호 (hangul)  / 奉俊昊(hanja); romaniz.: Bong Junho (Romanização revisada)  / Pong Chunho (McCune-Reischauer); nascido em Bongdeok-dong, Nam-gu, Daegu, Coreia do Sul, em 14 de setembro de 1969), é um cineasta, roteirista e produtor sul-coreano. Seus filmes apresentam temas sociais, mistura de gêneros, humor ácido e mudanças repentinas de tom.
Ele ganhou reconhecimento com seu segundo longa-metragem, o drama criminal Memórias de Um Assassino (2003), antes de alcançar sucesso comercial com seus filmes subsequentes; O Hospedeiro (2006), Expresso do Amanhã (2013) e Parasita (2019).
Dois de seus filmes foram exibidos em competição no Festival de Cannes - Okja em 2017 e Parasita em 2019; o último ganhou a Palma de Ouro e 4 Oscars: Melhor Filme Internacional e Joon-Ho recebeu os prêmios de: Melhor Diretor, Melhor Roteiro Original e Oscar de Melhor Filme, sendo Parasita o primeiro filme de língua não-inglesa a vencer a última categoria.

## Biografia
Joon-Ho Bong nasceu em Daegu em 1969 e decidiu se tornar um cineasta enquanto estava no ensino médio, talvez influenciado pela sua família artística (seu pai foi um designer e seu avô um autor famoso). Graduou-se no final da década de 80 em sociologia pela Universidade Yonsei, onde era um dos membros do clube de cinema. Na época ele gostava de Edward Yang, Hou Hsiao-Hsien e Shohei Imamura. No começo da década de 1990, completou um programa de estudos de dois anos na Academia Sul-Coreana de Filmes . Enquanto estudava fez vários curtas-metragens 16 mm sendo que dois deles, "Memory in the Frame" e "Incoherence", foram selecionados para serem exibidos nos festivais internacionais de cinema de Vancouver e Hong Kong.
Em 1994, dirigiu um curta-metragem chamado White People. Seu primeiro filme, Cão que ladra não morde, uma comédia de humor ácido, teve um lançamento pequeno e limitado. Seu filme seguinte, Memórias de Um Assassino, baseado em uma história real dos primeiro serial killer da Coreia do Sul, fez tanto sucesso comercial quanto crítico. Mas foi em 2006 que Bong alcançou um grande reconhecimento pelo seu trabalho com o filme Gwoemul — O Hospedeiro, um sucesso não só no país de origem como também internacionalmente, recebendo elogios da crítica após sua estréia no Festival de Cannes.
Em 2008, junto com Michel Gondry e Leos Carax, dirigiu um dos segmentos do filme Tokyo!.
Em 2009 fez o filme Mother - A Busca pela Verdade, sobre a história de uma mãe coruja que luta para salvar seu filho deficiente de uma acusação de assassinato. O filme estreou na mostra Un certain regard do Festival de Cannes daquele ano.
Em 2011 Bong foi anunciado como um dos membros do Word Dramatic Jury do 27.º Sundance Film Festival. Ele também foi anunciado como líder do júri para a mostra Caméra d'Or do Festival de Cannes de 2011.
Em 2013 Joon-Ho fez seu primeiro filme em Hollywood, a ficção científica pós-apocalíptica Snowpiercer. Baseado na graphic novel francesa "Le Transperceneige", de Jean-Marc Rochette e Jacques Loeb, o filme é estrelado por Chris Evans, Tilda Swinton, Ed Harris, Octavia Spencer e John Hurt, e foi um grande sucesso comercial e de crítica. O filme mostra a luta de classes sociais com uma forte crítica a contra a desigualdade social e o aquecimento global.
Quatro anos depois, em 2017, Joon-Ho se juntou a Netflix para realizar Okja. Dessa vez, o diretor usou a amizade entre uma garota e seu porco gigante de estimação para fazer uma crítica à indústria alimentícia e em defesa ao direito dos animais e da natureza. O filme é estrelado pela jovem Seo hyun Ahn, e tem no elenco Jake Gyllenhaal, Paul Dano e novamente Tilda Swinton, novamente fazendo uma vilã no filme.
O auge de Bong Joon-Ho aconteceu em 2019 e seu filme Gisaengchung. Amplamente aclamado pela crítica especializada, o filme venceu a Palma de Ouro e é um dos maiores sucessos de um filme em língua não inglesa nos Estados Unidos, arrecadando mais de 20 milhões de dólares nas bilheterias nas primeiras semanas, algo raro para um filme em língua não inglesa e que estreou em poucas salas. O filme é também a maior bilheteria da história do cinema sul-coreano. Mundialmente, o filme também se tornou fenômeno arrecadando mais de 120 milhões de dólares. Gisaengchung, que faz uma crítica bem humorada e ácida à desigualdade social na Coreia do Sul, chegou como um dos grandes favoritos na temporada de premiações de 2019/2020, vencendo vários prêmios da indústria cinematográfica, incluindo os Oscars de Melhor Filme Internacional, Melhor Diretor para Joon-Ho e Melhor Filme, tornando-se o primeiro filme em língua não inglesa na história do Oscar a vencer nesta última categoria.

## Filmografia

### Longa-metragens
- Barking Dogs Never Bite (2000)
- Memórias de Um Assassino (2003)
- O Hospedeiro (2006)
- Tokyo! (segmento "Shaking Tokyo") (2008)
- Mother - A Busca pela Verdade (2009)
- Expresso do Amanhã (2013)
- Okja (2017)
- Parasita (2019)
- Mickey 17 (2025)

## Prêmios e Indicações

#### Oscar
| Ano  | Categoria                  | Indicação    | Notas  |
| ---- | -------------------------- | ------------ | ------ |
| 2020 | Melhor Filme               | Gisaengchung | Venceu |
| 2020 | Melhor Filme Internacional | Gisaengchung | Venceu |
| 2020 | Melhor Diretor             | Gisaengchung | Venceu |
| 2020 | Melhor Roteiro Original    | Gisaengchung | Venceu |

#### Globo de Ouro
| Ano  | Categoria      | Indicação    | Notas    |
| ---- | -------------- | ------------ | -------- |
| 2020 | Melhor Diretor | Gisaengchung | Indicado |
| 2020 | Melhor Roteiro | Gisaengchung | Indicado |

#### BAFTA
| Ano  | Categoria                          | Indicação    | Notas    |
| ---- | ---------------------------------- | ------------ | -------- |
| 2020 | Melhor Filme                       | Gisaengchung | Indicado |
| 2020 | Melhor Diretor                     | Gisaengchung | Indicado |
| 2020 | Melhor Roteiro Original            | Gisaengchung | Venceu   |
| 2020 | Melhor Filme em Língua Não Inglesa | Gisaengchung | Venceu   |